# Dicolpus volucris
Dicolpus volucris is een insect uit de familie van de vlinderhaften (Ascalaphidae), die tot de orde netvleugeligen (Neuroptera) behoort. 
Dicolpus volucris is voor het eerst wetenschappelijk beschreven door Gerstäcker in 1885.